# Флоке, Гастон
Гастон Флоке (фр. Gaston Floquet; 15 декабря 1847 года, Эпиналь — 7 октября 1920 года, Нанси) — французский математик, специалист в области дифференциальных уравнений. Известен своей теоремой, которая нашла применение в квантовой физике XXI века.

## Биография
Обучался в лицее Людовика Великого, затем с 1869 по 1873 годы в Высшей нормальной школе. В качестве второго лейтенанта императорской армии участвовал во франко-прусской войне. В 1870-х годах работал преподавателем математики в ряде французских лицеев. В 1878 году получил должность профессора в университете Нанси. В октябре 1905 года стал деканом факультета естественных наук того же университета.
В 1880-х годах работал в области дифференциальных уравнений с периодическими коэффициентами.